# Palazzo dei Cartelloni

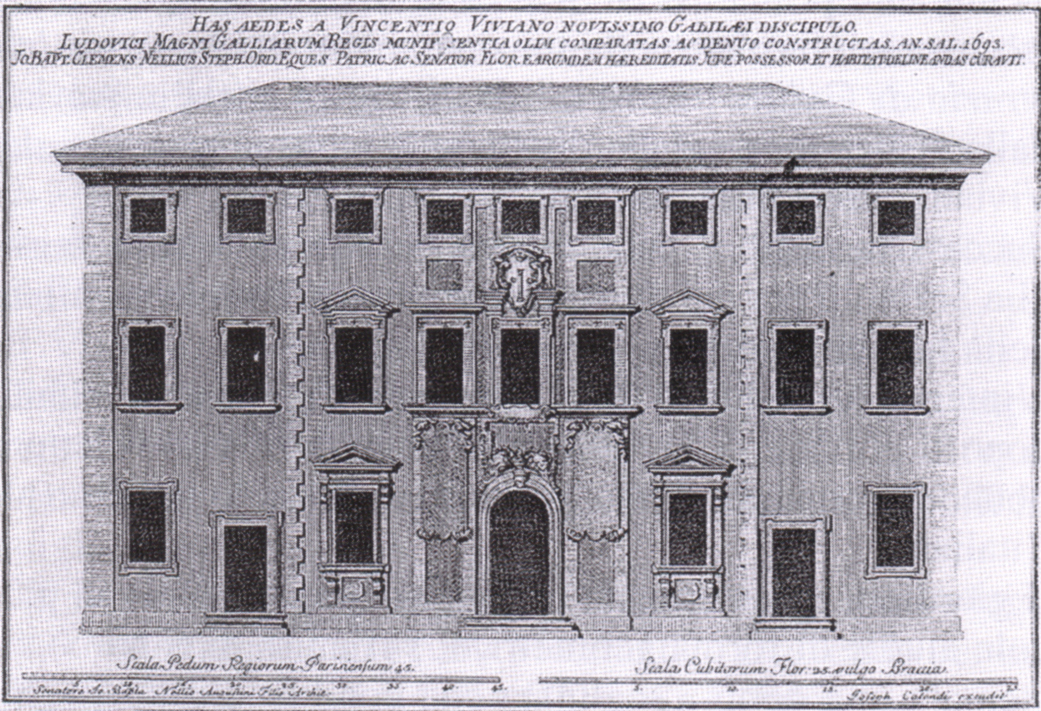
Disegno della facciata del palazzo del XVIII secolo

Il palazzo dei Cartelloni, nome comune di palazzo Viviani, si trova in via Sant'Antonino 11 a Firenze.

## Storia e descrizione
Fin dal XV secolo nel sito del palazzo esistevano le case dei Del Giocondo, che probabilmente commissionarono a Leonardo da Vinci il ritratto della Monna Lisa e che proprio dalla loro famiglia prese il nome di "Gioconda".
Il palazzo presenta vari elementi decisamente insoliti. Il primo, più vistoso, sono le grandi epigrafi in latino, originali per le dimensioni e la lunghezza dell'iscrizione, fatte apporre nel 1693-1694 sulla facciata dal proprietario, il matematico Vincenzo Viviani, per celebrare e lodare l'intera vita e le scoperte del proprio maestro Galileo Galilei: da queste deriva il nome del palazzo, che costituisce una sorta di irripetibile "architettura parlante".
La seconda stranezza è la presenza di un palazzo nobiliare in questa stretta via, sede piuttosto di abitazioni minute fin dal Medioevo; il palazzo inoltre, per la presenza di spigoli rinforzati in bugnato nella parte centrale della facciata, dà l'impressione di essere più piccolo di quanto non sia, in quanto i due corpi laterali vengono di solito scambiati per edifici attigui indipendenti.

### L'epoca di Vincenzo Viviani

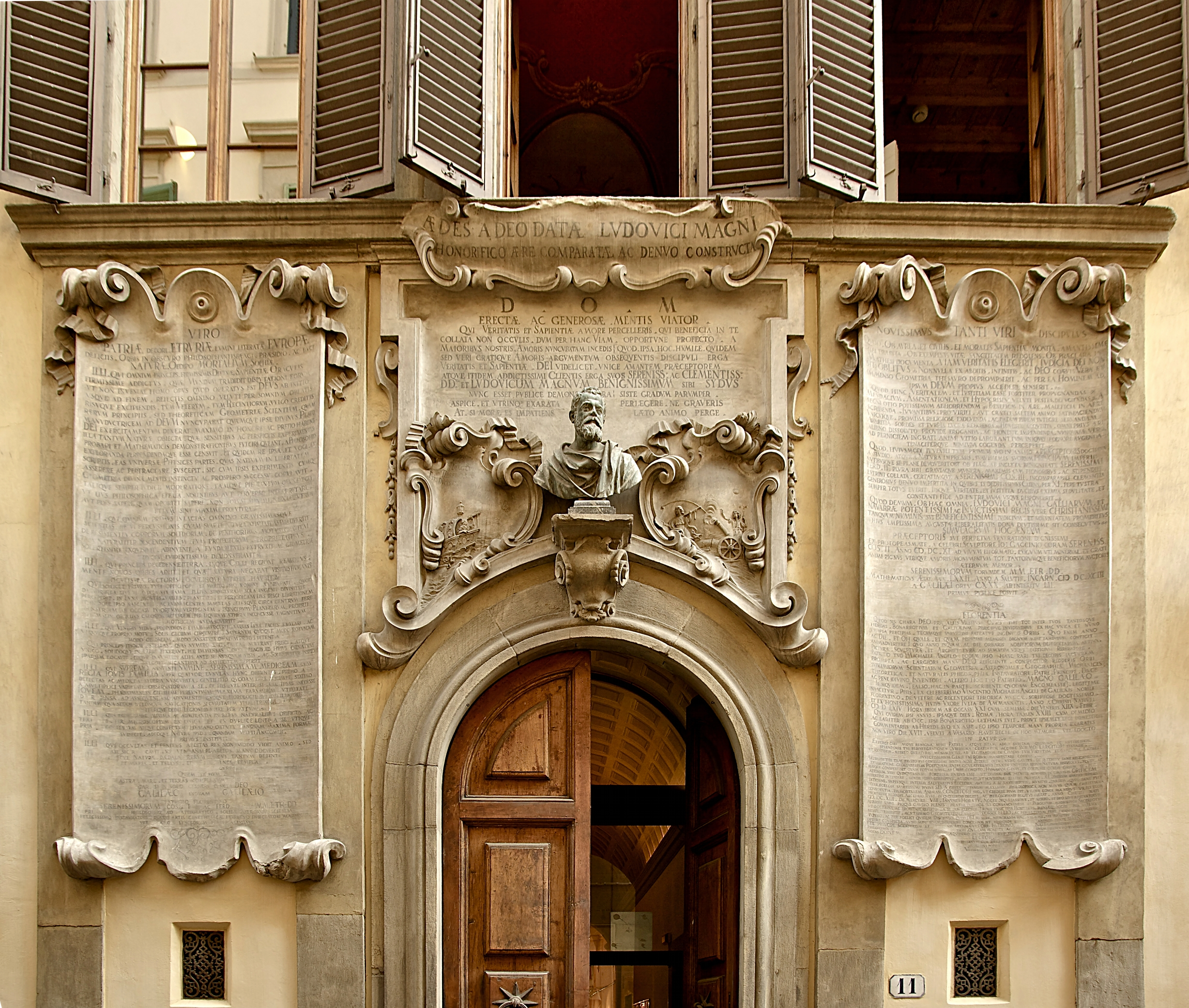
La facciata, con i vistosi cartigli

L'architettura complessiva del palazzo è dovuta a Giovan Battista Nelli, che fu incaricato da Vincenzo Viviani di unificare alcune case da lui acquistate grazie alle onorificenze e le munifiche ricompense ricevute da Luigi XIV di Francia. I lavori si protrassero tra il 1686 e il 1697. La memoria a Galileo venne tributata dal Viviani come segno di profonda gratitudine, in un'epoca in cui lo scienziato pisano non era ancora stato tributato pubblicamente con un monumento funebre. Sul portale venne allora inserito il busto di Galileo, scolpito da Giovan Battista Foggini copiando un esemplare precedente eseguito in terracotta da Giovanni Caccini nel 1610, affiancato da due bassorilievi derivati da una medaglia commemorativa creata dal Foggini su incarico di Vincenzo Viviani, con alcune delle più importanti scoperte dello scienziato: il cannocchiale, la scoperta dei pianeti medicei, della macchie solari, della misura della longitudine in mare, lo studio del moto dei proiettili e della resistenza dei solidi. Ai lati del portale si trovano poi i due grandi "cartelloni", le cui fitte epigrafi, opera appositamente composta dal Viviani stesso, ricordano in latino le maggiori scoperte di Galileo e sottolineano il suo carattere giusto e devoto.

## Altri proprietari
Dopo la morte del Viviani (1703) il palazzo fu ereditato da suo nipote, l'abate Paolo Panzanini, e poi acquistato nel 1733 dal figlio omonimo dell'architetto che lo aveva costruito, Giovan Battista Clemente Nelli. Il nuovo proprietario si preoccupò di far pubblicare le iscrizioni della facciata nella sua opera Vita e commercio letterario di Galileo Galilei (edito nel 1793), e si prese la cura di salvare dalla dispersione o dalla distruzione molti dei libri appartenuti al Viviani, inclusi alcuni manoscritti. Fece inoltre apporre, nella parte alta della facciata, lo stemma araldico dei Viviani Franchi, secondo le ultime volontà di Vincenzo Viviani.
Il palazzo passò poi ai Sermolli (diventati poi Pichi Sermolli) e alla famiglia Loria. Le stanze del palazzo vennero molto rimaneggiate nei secoli. Alcune presentano dei pregevoli soffitti a cassettoni, probabilmente risalenti al XIX secolo, ed affreschi. Le pitture presentano temi tipici all'epoca ottocentesca, come paesaggi romantici, grottesche, scene bucoliche. Al primo piano una stanza presenta un affresco su tutta la superficie che simula un pergolato in trompe-l'œil, con un albero d'ulivo sullo sfondo.

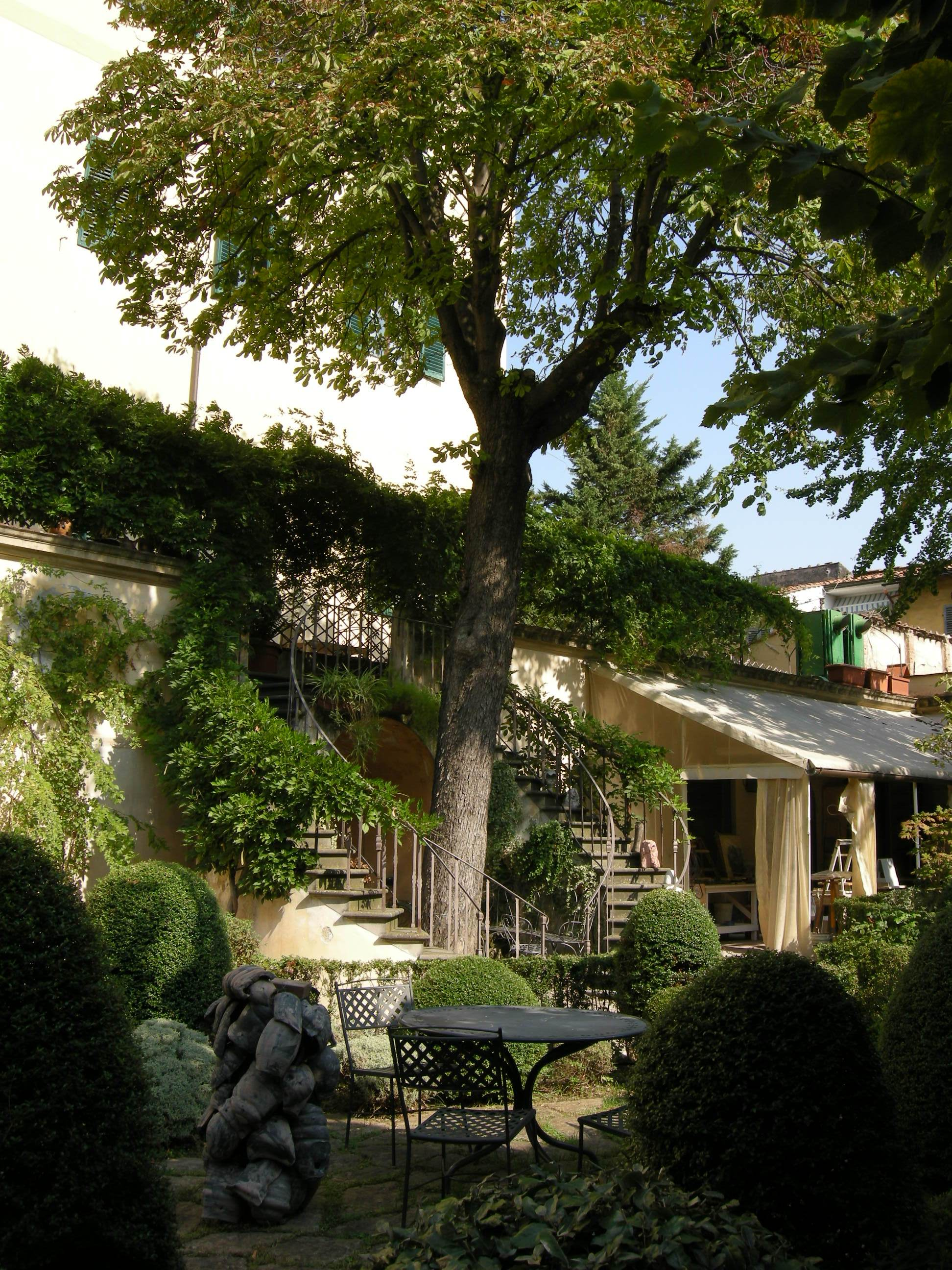
Il giardino

Oggi è sede della scuola d'arte americana Studio Art Center International (SACI).

## Il giardino
All'interno dell'edificio si trova un piccolo giardino di impostazione classicheggiante recentemente restaurato, con siepi, alberi e una vasca circolare. Sul muro di fondo una doppia scalinata a tenaglia conduce a un livello superiore.